# تعدي الأقران
تعدّي الأقران هي تجربة يخضع لها الأطفال الذين يتم استهدافهم بواسطة سلوك عنيف لأطفال آخرين، الذين ليسوا أشقاء وليسوا بالضرورة أقرانًا في العمر.

## خلفية
نشأ اهتمام جماهيري بمشكلة تعدّي الأقران خلال التسعينيات بسبب تغطية الإعلام لحوادث انتحار الطلاب، ضرب الأقران، وإطلاق النار في المدارس، وبالأخص المأساة في كولومباين، كولورادو. وأدى هذا إلى انفجار من البحوث في محاولة لتقييم علاقات المتنمر والضحية والأشخاص  ذوي العلاقة ما يقود إلى تجربة الضحايا نتائج سلبية، وتحديد مدى انتشار هذه المشكلة. وقد أجريت دراسات تعدّي الأقران في سياق البحث الذي يتحقق من علاقات الطفولة بصورة عامة وكيف ترتبط مع التأقلم مع المدرسة والإنجاز.
أثبتت البحوث الطبيعةَ الإشكالية لتعدّي الأقران مميزةً العديد من النتائج السلبية مثل تقدير الذات المنخفض، الانخراط القليل في المدرسة، تجنب المدرسة، إنجازًا مدرسيًا أقل، العجز المكتسَب، والاكتئاب. يُعَدُ تعدّي الأقران منتشرًا ومؤٍذيًا بشكل خاص في المدرسة الإعدادية، بما أن الأطفال في هذه المرحلة يُعرِّفون أنفسهم عن طريق إنشاء مخططات الذات وتأسيس تقدير الذات، وسوف يؤثر كلاهما على حياتهم البالغة في المستقبل؛ ولهذا السبب، تركز أغلب بحوث تعدّي الأقران على هذه الفئة العمرية. وهم معرَّضون أيضًا بشكل أكبر إلى رفض الأقران بسبب أن الحاجة إلى الانتماء والألفة قد تكون قوية خصوصًا في مرحلة المراهقة المبكرة، عندما يعمل الأطفال على ترسيخ مجموعات أقرانهم.
تتبنى أغلب بحوث التعدّي وجهة نظر من علم النفس الاجتماعي، مستقصية عن كيفية تأثير أنواع مختلفة من تعدّي الأقران على الفرد والنتائج السلبية الناتجة عن ذلك. وتتبنى بعض التجارب مصطلح التعدّي الاجتماعي لغرض الاعتراف بأن التعدّي يمكنه أن يأخذ كلا الشكلين اللفظي وغير اللفظي أو أن يكون مباشرًا أو غير مباشر. وتركز غالبًا على أنواع التعدّي التي تحصل من مصادر مختلفة في بيئة معينة. وينظر علماء نفس الشخصية إلى الاختلافات والتأثيرات الفردية في الضحايا. وقد يدرسون أيضًا الأفراد في السياق الاجتماعي، محددين احتمالية أن يصبح أي منهم الضحية، مثل أولئك المنعزلين اجتماعيًا.
مع تطور التكنولوجيا والوصول واسع الانتشار الذي المتوفر للأطفال والمراهقين، فقد أصبح تعدّي الأقران منتشرًا أكثر من السنوات الماضية من خلال الإنترنت والهواتف الخلوية. ويسمى هذا النوع من التعدّي بالتنمر الإلكتروني وله إمكانية لجمهور أوسع من التعدّي التقليدي وجهًا لوجه. وهو أيضًا أسهل في الإخفاء عن الآباء والمدرسين. وقد وجدت الدراسات أن المتنمرين يشعرون براحة أكبر ليكونوا أكثر قساوة على الضحية، بسبب أن هذا النوع من التعدّي يحدث من خلال استخدام إخفاء الهوية على الإنترنت أو في الرسائل النصية، فمن دون التواصل وجهًا لوجه، تصبح المعايير الاجتماعية أقل أهمية ويصبح السلوك أقل كبتًا.

## المناهج النظرية الرئيسية

### التعريفات العملياتية
في الأصل، ركَّز الباحثون على الأشكال العلنية من التعدّي، والتي كانت تصنف إما جسدية أو لفظية. لاحقًا، جادل باحثون مثل نيكي كريك حول وجود نوع أكثر علنية من التعدّي والذي لاحظته هي بين النساء بشكل رئيسي وأسمته التعدّي العلائقي، والذي تهاجَمُ فيه العلاقات الاجتماعية والمكانة الاجتماعية للطفل من خلال طرق مثل إقصاء الأقران. وفي يومنا هذا، يُعرف التعدّي عملياتيًا بشكل كبير بكونه إما علنيًا أو علائقيًا، حيث يُهَدَد الطفل أو يتلقى ضررًا جسديًا.

### مناهج ونظريات البحث
تُستمد دراسة تعدّي الأقران من معيارين رئيسين في البحث كما عرفها كل من سيلي، تومباري، بينيت & دونكل (2009) هما «معيار التنمر» و«معيار علاقة الأقران». وتركز ناحية التعدّي في «معيار التنمر» على ما يؤدي بالضحايا إلى ترك المدرسة ومعاناة نتائج الضرر السلبي بينما يتأقلم آخرون. أما معيار علاقة الأقران فهو ذو منحى كمي أكثر، يدرس العوامل الأساسية المتعلقة بتعدّي الأقران ونتائجها السلبية، موليًا اهتمامًا خاصًا بشأن العوامل التي يمكن أن تسوّي العلاقة بينهم. يُعد الاهتمام بالبحوث النفسية حول تعدّي الأقران حديثًا إلى حد ما، ولذلك من الواضح أن أغلب الباحثين استمدوا رؤاهم من مجالات دراسة أخرى ومن النظريات التطبيقية المعاصرة في سياق تعدّي الأقران.
تتضمن مجالات معيار التنمر التي تخص تعدّي الأقران دراسات عن انتشار التعدّي، وبيئة منزل الضحية، وتأثيرات التعدّي في المدارس. بدأ الباحثون بتحديد انتشار التعدّي معتقدين أن هذا سيسمح بمقارنة المشكلة مع الوقت، السكان، وبعد التدخلات. أُجري بحث الانتشار في عدة بلدان ثقافات مختلفة، وسياقات صفوف دراسة مختلفة. واستخدمت الدراسات تشكيلة من طرق مختلفة مثل استبيانات الإبلاغ الذاتي، ترشيحات الأقران، وترشيحات المعلمين. ولسوء الحظ، تظهر الدراسات أن نسبة الأطفال المعتدى عليهم واقعة بين مدى 5-90% في سياقات عدة. ويُركز بحث معيار التنمر أيضًا على نوع العائلات التي يأتي منها هؤلاء المعتدى عليهم وأساليب التربية التي مرت عليهم. وأخيرًا، يركز عدد محدود من الدراسات اليوم على تأثيرات التنمر في محيط المدرسة وكيف ترتبط بالإنجاز، التهرب من المدرسة، والانسحاب.
أجريت الدراسات التي تختبر تعدّي الأقران أيضًا في سياق مجموعة من البحوث معنية بعلاقات الأقران وكيف تؤثر على الأداء التعليمي والتأقلم؛ ويُعرَّف هذا باسم «معيار علاقة الأقران». وقد عرَّف ستيفن آشر في السبعينيات والثمانينيات شكلًا من علاقة -تعدّي الأقران- كتنبؤ بعدم الانتظام التعليمي. لاحقًا، تشكلت وجهة نظر جديدة اعتبرت تعدّي الأقران نوعًا من العلاقة الموجودة كجزء من سلسلة من أدوار العلاقة التي تنتقل من العلاقات الصحية إلى الضارَّة بدلًا من التركيز على علاقات المتنمر بالضحية المعينة. اهتم الخبراء في كيفية تأثير التعدّي على الأفراد مع مرور الوقت، مركزين على النتائج المتعلقة بالمدرسة. وقد عملت الدراسات بشكل كبير على تعريف العوامل الكامنة التي تسوّي النتائج السلبية.
لمراعاة الفرق في شدة النتائج السلبية نتيجة لتعدّي الأقران، استخدم الباحثون نظريات علاقات الأقران الضمنية. بغرض فهم العالم الاجتماعي، ينشئ الأفراد نظريات ضمنية حول تفاعلاتهم الاجتماعية. ومن المحددات الرئيسية لكيفية تعامل شخص مع التقييم الاجتماعي هي درجة الانتماء إلى نظريات الكينونة لشخصياتهم، معتقدين أن خصائصهم نظريات مستقرة وغير قابلة للتغيير أو النظريات التزايدية، مبينين السمات على أنها مرنة وقابلة للازدياد. وغالبًا ما يسعى أولئك الذين يتبنون النظريات الكينونية إلى تحقيق أهداف موجهة نحو الأداء، باحثين عن تجميع التقييمات الإيجابية وتجنب السلبية لمهاراتهم. بسبب أنهم يرون ميزاتهم على أنها مستمرة، من المهم أن يكونوا مرغوبين لكي يتمكنوا من الحفاظ على صورة إيجابية.
الناس الذين يتبنّون النظريات التزايدية للشخصية يسعون نحو تحقيق أهداف موجهة نحو البراعة، مركزين على تعلم وصقل المهارة بسبب أنهم يعتقدون أن صفاتهم مطواعة. ووفقًا لذلك، يشعرون بأنهم أقل تهديداً من قبل تقييمات الآخرين لمهارتهم. وعند التفكير بتقييم النفس، تؤثر النظريات الضمنية على الدرجة التي يبني عليها الأطفال تقييمهم لأنفسهم بخصوص أحكام الأقران، مُحددة ما إذا كانت التفاعلات الاجتماعية السلبية تفسد رفاهيتهم.
فيما يخص ردود الفعل السلوكية للتعدّي، عرَّف البحث تصنيفات للردود المميزة. يحتوي أحدها على سلوكيات خارجية مثل السلوكيات العنيفة، المدمرة، غير الاجتماعية، وسلوكيات التصرف بالدافع (آخينباخ، 1966). ويصنف الآخر سلوكيات داخلية مثل الانسحاب المثبَّط أو القلِق أو المضاعف.